# Sara Lópezová
Sara José López Bueno (* 24. dubna 1995 Pereira) je kolumbijská lukostřelkyně. Specializuje se na střelbu z kladkového luku, která je neolympijskou disciplínou. Vedla v ní po 1449 dní žebříček Světové lukostřelecké federace a v listopadu 2024 je klasifikována na jeho třetím místě.
V roce 2013 vyhrála na juniorském mistrovství světa individuální i týmovou soutěž. Téhož roku byla členkou vítězného družstva na seniorském mistrovství světa v lukostřelbě a finalistkou Světového poháru. V letech 2014 a 2018 vyhrála Středoamerické a karibské hry. Na Světových hrách 2017 ve Vratislavi zvítězila v individuální soutěži. V roce 2019 získala v kladkové lukostřelbě jednotlivkyň zlatou medaili na Panamerických hrách. Na světovém šampionátu v roce 2021 dokázala vyhrát soutěž žen, ženských družstev i smíšených družstev. Na Světových hrách 2022 skončila první se smíšeným týmem a druhá jako jednotlivkyně. Na MS 2023 získala se Sebastiánem Arenasem stříbrnou medaili v soutěži smíšených dvojic.
Vyhrála 26 závodů Světového poháru a je historicky nejlepší účastnicí jeho finále, které vyhrála devětkrát (2014, 2015, 2017, 2018, 2019, 2021, 2022, 2023, 2024). Šestkrát vyhrála panamerický šampionát a jedenáctkrát Bolívarovské hry. Dvanáctkrát překonala světový rekord v kladkové lukostřelbě. Je první ženou, která ve střelbě s patnácti šípy na 50 metrů dosáhla maximálního možného zisku 150 bodů.